# Hypopyra palliochracea
Hypopyra palliochracea är en fjärilsart som beskrevs av Embrik Strand 1914. Hypopyra palliochracea ingår i släktet Hypopyra och familjen nattflyn. Inga underarter finns listade i Catalogue of Life.